# Algoritmo Adam7

Ejemplo de imagen que usa el algoritmo Adam7.

Adam7 es una algoritmo de entrelazado para imágenes en mapa de bits. Resulta especialmente conocido por ser el esquema habitual de entrelazado en las imágenes de formato PNG. 

## Historia
El algoritmo recibe el nombre de Adam7 después de que Adam M. Costello sugiriera este método el 30 de enero de 1995 basándose en el esquema de 5 pasos que anteriormente había propuesto Lee Daniel Crocker:
| 1 4 2 4 5 5 5 5 3 4 3 4 5 5 5 5 |

## Características

Ilustración del Adam7 entrelazando una imagen de 16×16.

Una imagen entrelazada con el algoritmo Adam7 es descompuesta en siete sub-imágenes las cuales se definen mediante la reproducción por toda la imagen del siguiente patrón 8x8: 
| 1 6 4 6 2 6 4 6 7 7 7 7 7 7 7 7 5 6 5 6 5 6 5 6 7 7 7 7 7 7 7 7 3 6 4 6 3 6 4 6 7 7 7 7 7 7 7 7 5 6 5 6 5 6 5 6 7 7 7 7 7 7 7 7 |

Las sub-imágenes son almacenadas en el archivo de la imagen por orden numérico.

### Pasos
Adam7 utiliza 7 pasos y opera tanto en vertical como en horizontal lo que supone una mejora comparado, por ejemplo, con los 4 pasos y sólo en modo vertical que usa el entrelazado de imágenes GIF. Esto significa que la aproximación de la imagen completa se percibe mucho más rápido en los primeros pasos y lo puede ser aún más si además se incluyen algoritmos de interpolación tales como la interpolación bicúbica.
Los píxeles que se incluyen en cada paso y el total de píxeles codificados en ese punto son como siguen:

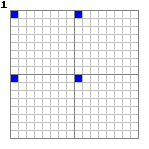
Paso 1: 1/64 = 1.5625%
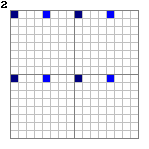
Paso 2: 1/32 = 3.125%
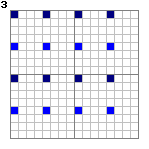
Paso 3: 1/16 = 6.25%
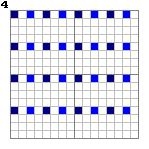
Paso 4: 1/8 = 12.5%
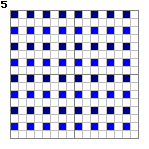
Paso 5: 1/4 = 25%
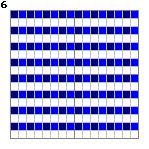
Paso 6: 1/2 = 50%
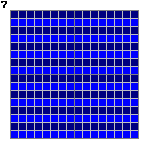
Paso 7: 1/1 = 100%